# 亨利·羅傑斯

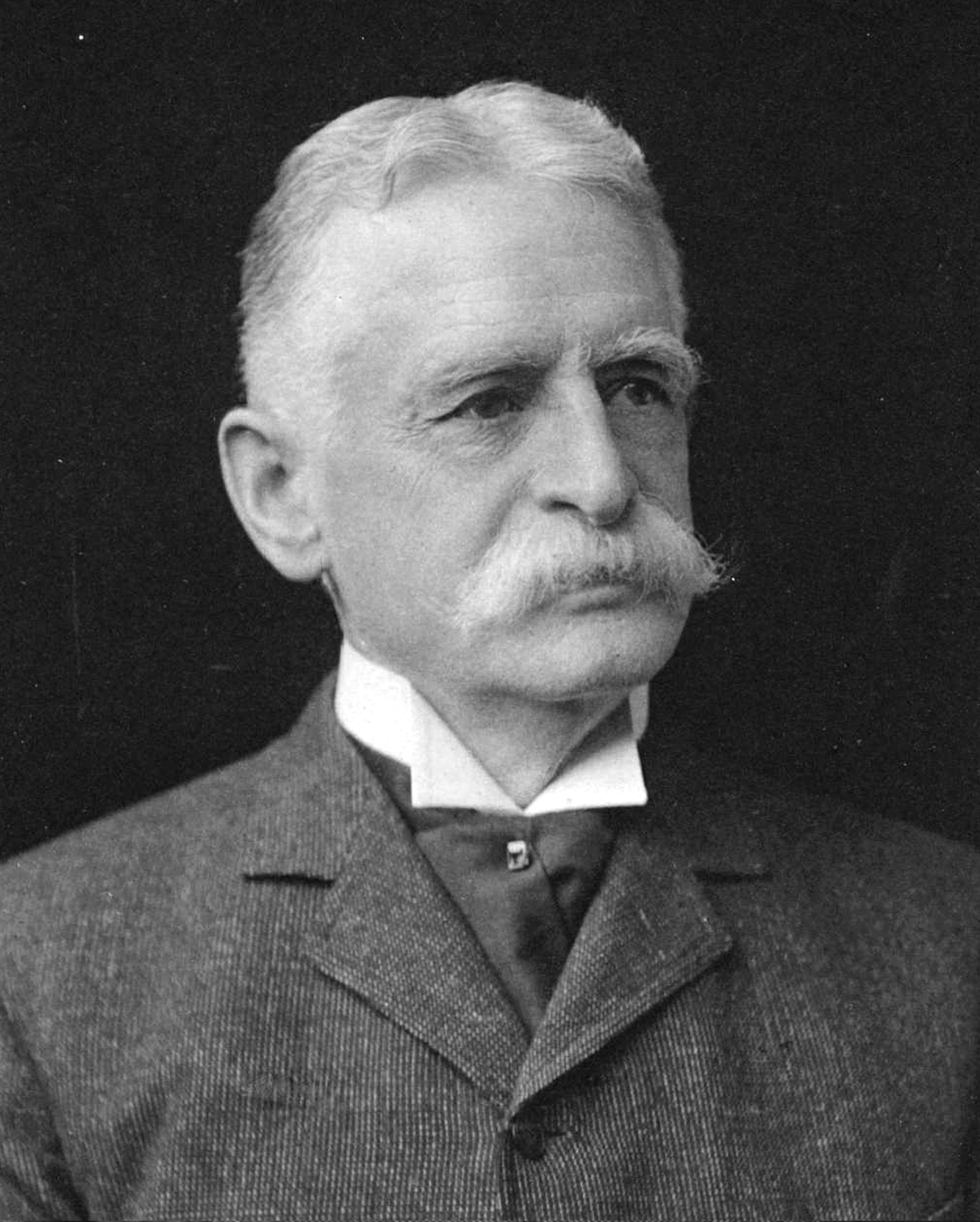
亨利·羅傑斯

亨利·赫特爾斯頓·羅傑斯（英語：Henry Huttleston Rogers，1840年1月29日—1909年5月19日）是美國資本家、商人、實業家、金融家和慈善家，1840年1月29日生於麻薩諸塞州，1909年5月19日死於紐約市。

## 童年和接受教育
1840年1月29日，亨利·羅傑斯在麻薩諸塞州馬特波伊西特（Mattapoisett）的一個勞動階級家庭中出生。他是羅蘭·羅傑斯（Rowland Rogers）和瑪麗·艾傑奇·赫特爾斯頓·羅傑斯（Mary Eldredge Huttleston Rogers）之子，而父親羅蘭·羅傑斯曾是船長、書籍收藏家和食品雜貨商，而他雙親的祖先均是17世紀乘「五月花號」到美國的英國清教徒。由於羅傑斯母親家族的族名從前是「赫道斯頓」（Huddleston），後來才改為「赫特爾斯頓」（Huttleston），因此羅傑斯的名字中的「赫特爾斯頓」常常被誤寫為「赫道斯頓」。
往後，羅傑斯一家遷到了附近的費爾赫文（Fairhaven）居住。費爾赫文是麻薩諸塞州南岸近海的一個小漁村，與著名的獵鯨港新伯福只是一橋之隔。其西邊是亞卡治尼特河（Acushnet River），南邊是巴澤茲灣（Buzzards Bay）。鳳凰堡（Fort Phoenix）就是位於費爾赫文。在美國革命期間，不列顛的軍隊曾猛烈的攻擊此區，後來在1775年5月14日，美國革命開始以來的第一場海戰就是在鳳凰堡附近的海域進行的。
在1850年代中期，新英格蘭的捕鯨業已日漸衰微，而在後半個19世紀，石油和之後天然氣的出現令捕鯨的活動劇減，這兩種燃料取代了鯨油以供照明。
當時有很多人－－包括亨利·羅傑斯的父親在內－－放棄了出海賺錢，改以其他方式糊口。身為一個青年，亨利·羅傑斯到了父親的食品雜貨店幫忙用貨車運送貨物。他只是一個普通的學生，於1857年在一所當地的高中畢業。稍後羅傑斯仍與父母同居，並在費爾赫文鐵路分局（Fairhaven Branch Railroad）找到了一份工作，成為一名煞車手和捷運工人，他這份工作維持了3至4年，並努力把薪資儲起來。

## 晚年的友誼
羅傑斯在晚年的時候與開發兩名著名的美國人了產生了親密的友誼：馬克吐溫和布克·華盛頓。

### 馬克吐溫

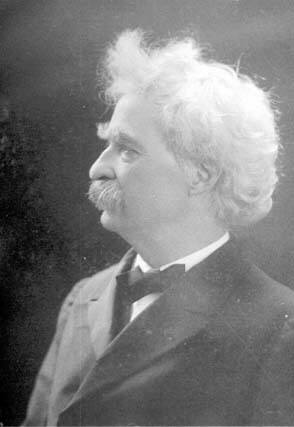
幽默大師馬克·吐溫

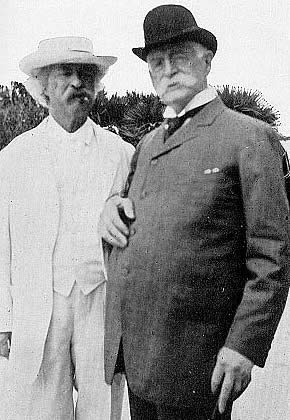
1908年馬克·吐溫與亨利·羅傑斯合照

1893年，羅傑斯的朋友把幽默作家馬克·吐溫介紹給羅傑斯。羅傑斯為吐溫解決了纏結的財務問題，直到羅傑斯去世之前，兩人一直是親密的朋友。
由1890年代開始，吐溫的財產不斷減少；吐溫晚年時變得非常懊喪。在1910年逝世之前，他三個兒女中有兩個死去了，而他的愛妻歐莉維雅·朗頓（Olivia Langdon）亦先他而去。
吐溫在財務上亦曾度過一段艱難的時刻。他的出版公司因破產而關門大吉，他亦因過度投資一部終未完成的排字機發明而損失了好幾千美元，他的作品更曾被抄襲並搶先出版，令他損失了大量版權費。在1893年遇上羅傑斯之前，他的財務狀況非常嚴峻。
羅傑斯和吐溫這場互利的友誼延續了長達16年之久。吐溫把羅傑斯的家庭視為自己的第二個家庭，他亦是羅傑斯在紐約市房子的常客。羅傑斯和吐溫均是撲克、撞球、戲劇、惡作劇、人性嘲弄的愛好者。他們的友誼是建基於共同的興趣和對彼此的需要。
在他們兩人的晚年時有大量書信來往，其中公開了的信件亦可證明兩人的友誼是互惠互利的。他們來往的信件引起了很多人的關注，甚至被編錄成《馬克·吐溫與亨利·羅傑斯的書信，1893－1909》（Mark Twain's Correspondence with Henry Huttleston Rogers, 1893-1909）。
在兩人的書信來往中，有很多令人愉快的例子，可以看到羅傑斯對玩笑的感知和吐溫有名的幽默感。
在這些信件中，經常可以看到一個玩笑，吐溫常常提到自己每當以客人身分在羅傑斯的家中過夜時，都會有偷他的東西的念頭。
在一封吐溫寄給羅傑斯太太的信件中，吐溫指出每一次的探訪離開前他收拾東西時，他發現他取了
「一些在地上的物品……兩本書、羅傑斯先生的棕色便鞋和一塊火腿。我以為那些東西是我的。它看似是我從前擁有的那個，不過這種事情不會再發生，你不用擔心。如果有些東西我不應取而取了的話，我會把它們送回來的。S.L.C.」
在1906年10月31日，亨利·羅傑斯給吐溫寫了一封回信，內容如下：
「在我忘記之前，先讓我提醒一下你，我想要回上次你從我這裡取走的皮箱，越快越好。我發現你取的並不是舊東西，而是最好的東西。羅傑斯太太在白山，這個下午我也要去費爾赫文了，我希望你不在那裡。順便提一提，我在山上時用了你的手套，它們並不是那裡吸引。」
往後吐溫和羅傑斯一家亦曾一起出外旅行，如參加博覽會等等。
在1909年5月20日，羅傑斯因中風突然離世時，吐溫正坐在前往拜見羅傑斯的列車上。在那一個早晨，當吐溫在大中央車站見到羅傑斯的女兒，並聽到這個消息之後，他的反應非常悲傷和激烈。羅傑斯的葬體稍後在同一星期於紐約舉行，雖然吐溫在葬禮中是榮譽護柩者之一，但他仍拒絕乘坐葬禮的列車隨隊前往費爾赫文。他不能忍受重踏這段他熟悉的路，卻沒有了一向跟他傾談的那個人。
不足一年之後吐溫亦逝世了。在1909年時，他寫道：「我在1835年跟哈雷彗星一起來，來年它又要來了，我希望能跟它一起離開。」而他的確這樣做了。